# NGC 7318

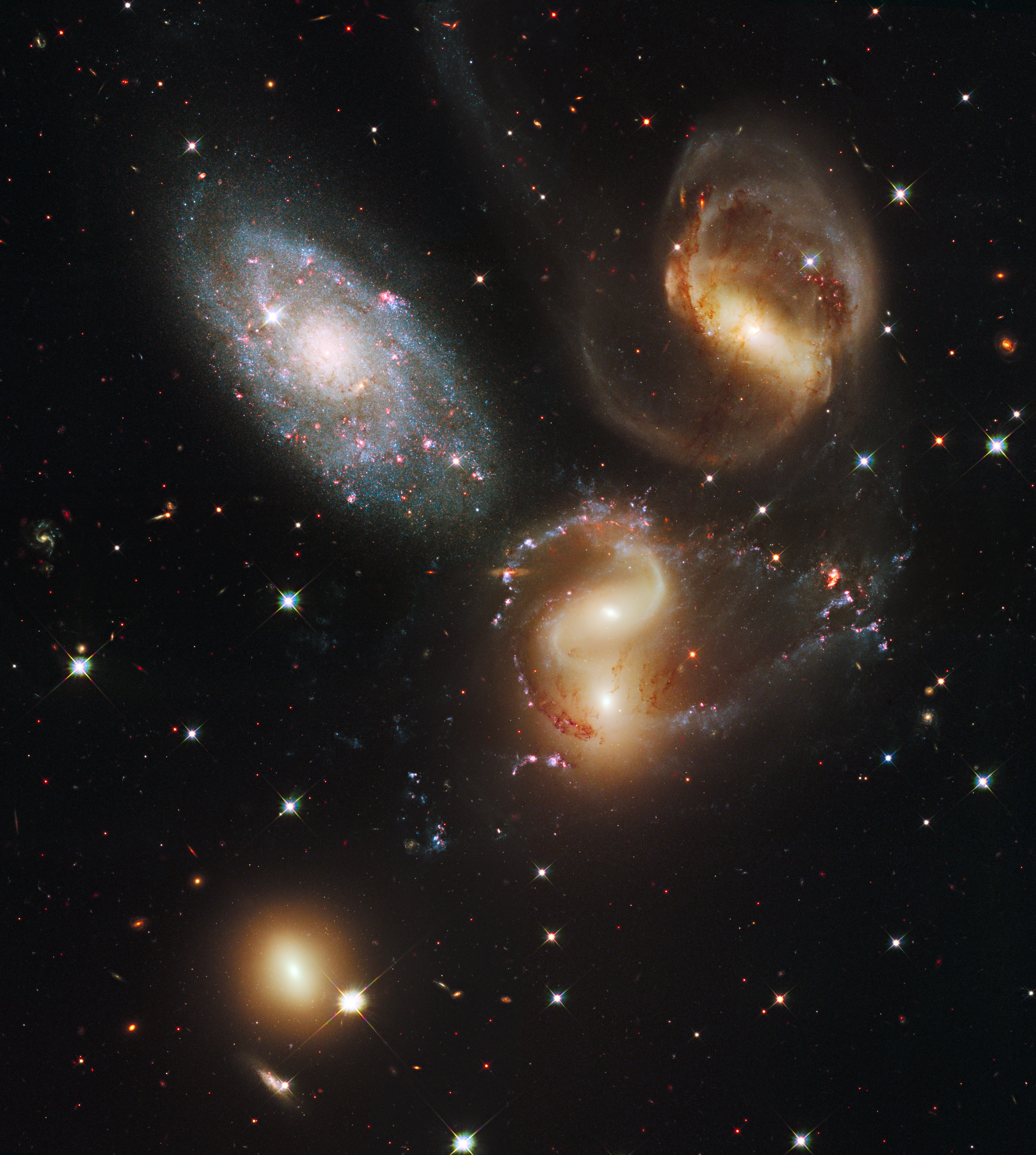
صورة خماسية ستيفان لقطها تلسكوب هابل الفضائي. في أسفل الصورة ترى إن جي سي 7317 ، وإلى يمينها في وسط الصورة إن جي سي 7318 أ، وإلى اعلى إن جي سي 7318 ب. وفي أعلى الصورة إن جي سي 7319 [يمين] وإن جي سي 7320 [يسار].

إن جي سي 7318 في الفلك (بالإنجليزية: NGC 7318 أو UGC 12099/UGC 12100) هي مجموعة مجرات تبعد عن عن الأرض نحو 300 مليون سنة ضوئية وترى في كوكبة الفرس الأعظم (كوكبة) . وتلك المجموعة تكوّن إحدى تجمعات مجرات شهيرة باسم "خماسية ستفان Stephan's Quintet . تتحرك تلك المجموعة وتتفاعل اثنتان منهما (إن جي سي 7318 أ وإن جي سي 7318 ب فيما بينها تحت تأثير قوة الثقالة وربما تلتحم ببعضهما .
وقد بينت قياسات مقراب سبيتزر الفضائي وجود موجات تصادمية عظيمة ناتجة عن تصادم تلك المجرات ببعضها البعض، ويظهر ذلك واضحا في هيئة أقواس خضراء في الصورة على اليمين ناشئة عن تصادم بين مجرتين تتحركان بسرعة ملايين الكيلومترات في الساعة . وبتصادم إن جي سي 7318 ب مع إن جي سي 7318 أ ينتشر غاز في مجموعة المجرات، وترتفع درجة حرارة ذراتالهيدروجين تحت تأثير الموجة التصادمية وتجعلها تضيئ ذلك الضوء الأخضر. وتظهر جزيئات الهيدروجين هنا في أعنف حالاتها التي رؤيت حتى الآن . وقد اكتشفت تلك الظاهرة من مجموعة علماء من مختلف الدول تعمل في معهد ماكس بلانك للفيزياء النووية MPIK في هايدلبرغ بألمانيا.
ومن أهم تلك الظواهر هو اكتشاف التصادم بين المجرات الذي يعطينا فكرة عما كان يحدث في الماضي قبل 10 مليارات سنة عند نشأة المجرات .

## وصلات خارجية
- Hickson 92 in Pegasus
- SIMBAD: VV 288 -- Interacting Galaxies
- SIMBAD: UGC 12100—Interacting Galaxies

## اقرأ أيضا
- إن جي سي 6293
- سديم الفراشة
- إن جي سي 2516
- إن جي سي
- سديم الجمجمة
- إن جي سي 3201
- مجرة راديوية
- مجرة حلزونية
- نجم
- مجرة
- قزم أبيض
- عملاق أحمر
- الانفجار العظيم
- خط زمني للانفجار العظيم
- نجم نيوتروني
- ثقب أسود
- انفجار أشعة غاما 080319ب
- انفجار أشعة غاما 090423
- انفجار أشعة غاما 970228

## وصلات خارجية
- موقع الكون في الإنترنت